# London Calling
London Calling (МФА: [ˈlʌndən ˈkɔː.lɪŋ], укр. Лондон викликає) — третій студійний альбом британського панк-рок-гурту The Clash. У Великій Британії платівка вийшла 14 грудня 1979 року на лейблі CBS Records; американський реліз відбувся 1980 року на лейблі Epic Records. На цьому альбомі The Clash продемонстрували широту своїх можливостей: музика з елементами ска, фанку, соулу, джазу, рокабілі, реґі становила набагато багатшу палітру, ніж на двох попередніх студійних роботах гурту. У текстах зачіпаються соціальні проблеми суспільства, такі як безробіття, конфлікти на національному ґрунті, вживання наркотиків, а також проблеми неповнолітніх.
Платівка отримала схвальні відгуки і останнім часом займає восьму позицію в списку 500 найкращих альбомів усіх часів за версією журналу Rolling Stone. London Calling потрапив в десятку найкращих альбомів чарту Великої Британії, а однойменний сингл з нього досяг Top 20 в UK Singles Chart. Загалом у всьому світі було продано понад 5 мільйонів примірників платівки. У США вона отримала статус платинової, у Великої Британії — золотий. Таким чином, альбом став не лише найуспішнішим в дискографії The Clash, але й одним з найуспішніших альбомів за всю історію рок-музики.

## Запис та продюсування
Після завершення запису другого студійного альбому Give 'Em Enough Rope (1978) гурт розлучився з продюсером Бернардом Родсом, який допікав музикантів постійними нотаціями та повчаннями. Обстановка на репетиціях одразу стала спокійнішою та такою, що розташовує до вільної творчості, але музикантам довелося покинути лондонську студію в районі Кемден та шукати собі новий притулок. The Clash, натхненні у той час музикою у жанрах рокабілі, ска, реґі та джаз, почали запис нового матеріалу влітку 1979 року. Тур-менеджер Джонні Грінн знайшов студію Vanilla Studios, розташовану в одному з гаражів в районі Пампліко в центрі Лондона. Там The Clash за короткий термін написали та звели демо нових пісень: автором музики став Мік Джонс, а більшості текстів — Джо Страммер.
Гай був саме натхнення. «Brand New Cadillac» ми записали з першої спроби. Гай сказав: «Чудово вийшло». Я відповів: «Ні-ні, занадто швидко! Куди ми так женемо?». А він просто сказав: «Класний рок-н-рол повинен гнати».
В серпні 1979 року колектив почав запис London Calling на студії Wessex Sound Studios. До великого незадоволення представників компанії CBS Records, музиканти звернулися з проханням спродюсувати альбом до Гая Стівенса, давши йому другий шанс після невдачі з демозаписами гурту 1976 року. Стівенс був менеджером та продюсером Mott the Hoople, одного з найулюбленіших гуртів Міка Джонса. Однак Гай мав серйозні проблеми з алкоголем та наркотиками, а його анархічні методи роботи були не типові для музичної індустрії. Одного разу під час запису одного з альбомів Mott the Hoople п'яний Стівенс підпалив студію. Під час роботи з The Clash Гай теж часто здійснював ризиковані дії, наприклад, для створення потрібної атмосфери, розкидав по студії стільці та драбини. У підсумку зі Стівенсом The Clash чудово спрацювалися, особливо басист Пол Сімонон, який зазначав, що робота продюсера надала істотний вплив на гурт, а його допомога допомогла їм краще згуртуватися як колективу.
У перервах між роботою в студії музиканти грали у футбол. Спільні заняття спортом сприяли поліпшенню взаємин в гурті, а також дозволяли на час відволіктися від напружених студійних сесій. В результаті процес запису став легшим та продуктивнішим.
У вересні музиканти вирішили відпочити від роботи над платівкою та вирушили в турне Take The Fifth Tour по США. Це знову викликало невдоволення представників лейблу CBS, які вимагали від гурту нового матеріалу як можна швидше. Крім того, дотримуючись традицій панку, The Clash відмовлялися стягувати на концертах з відвідувачів більше трьох доларів, в той час як сам гурт волів жити в готелях класу люкс. Як наслідок, лейбл не був зацікавлений у фінансуванні гастролей, що викликало серйозну нестачу коштів. Відносини між музикантами та CBS ставали все більш напруженими.
В кінці жовтня The Clash повернулися в Лондон та продовжили запис альбому. Пісні записувалися за один-два підходи, і основна частина роботи над альбомом була завершена за кілька тижнів.

## Музика та тексти пісень
Заголовна пісня на альбомі, «London Calling», була написана частково під враженням від вибуху ядерного реактора в Три-Майл-Айленд в березні 1979 року. Текст Джо Страммера також зачіпає теми зростання безробіття, національних конфліктів та наркоманії в Великій Британії. Друга пісня на диску, кавер-версія рокабілі Вінса Тейлора «Brand New Cadillac» 1959 року, хронологічно була першою композицією, записаної для альбому. Колектив називав її однією з перших рок-н-рольних пісень Великої Британії, і учасники гурту часто прослуховували її для «розігріву» перед записом інших композицій. Трек «Rudie Can't Fail» поєднує в собі елементи соул, реґі та поп-музики, на ньому також присутня мідна духова секція. Текст пісні представляє хроніку життя безтурботного молодого осіба, якого критикують за те, що він не може навчитися вести себе як відповідальний дорослий.
«Spanish Bombs»: тема композиції — громадянська війна в Іспанії. Пісня отримала схвальні відгуки від журналістів, один з яких навіть заявив, що «поєднуючи вдумливий текст та енергійне виконання, пісня стала найкращим моментом London Calling». Восьмий трек альбому, «Lost in the Supermarket», був написаний Страммер, який уявляв собі як проходило дитинство Джонса з його матір'ю та бабусею, коли їм доводилося жити в підвалі. Пісня «Clampdown» спершу була записана, як інструментальна композиція та названа «Working and Waiting». Ця пісня про людей, які залишили юнацький ідеалізм та стали частиною бездушного «дорослого» світу. Пісня закликає молодь боротися проти статус-кво. Десятий трек, «The Guns of Brixton», — перша композиція The Clash, автором якої став бас-гітарист Пол Сімонон, він так само виступив як провідний вокаліст. Сімонон спочатку не був упевнений в тексті своєї пісні, що описує параноїдальний погляд на життя, але у результаті вирішив дописати її спільно зі Страммером.
У тексті «Death or Glory» Страммер описував ретроспективу свого життя, визнаючи зростаючі складнощі та відзначаючи тяжкість відповідальності, яка лягає на плечі дорослої людини. Під час роботи над «The Card Cheat», група записувала всі інструменти двічі та накладала одну запис на іншу, намагаючись створити дуже об'ємне та потужне звучання. Кавер-версія реґі-хіта Денні Рея «Revolution Rock» отримала суперечливі оцінки від преси. Страммер та Джонс були розкритиковані виданням New Musical Express за «нездатність створити переконливу пісню про кохання». Остання пісня альбому, «Train in Vain», повинна була поширюватися безкоштовно, по рекламному угодою з New Musical Express, але угода зірвалася, і композиція була додана в альбом в останній момент, — вже після того, як конверти були віддруковані, через що пісня на обкладинці першого видання London Calling не вказана.

## Назва та обкладинка
Робочим варіантом назви альбому було The Last Testament, але в підсумку музиканти вирішили іменувати його London Calling по назві першої композиції платівки. Вираз походить від тексту військових позивних, коли абонент, що зв'язується по радіостанції, спочатку вимовляє: «This is London calling».
На обкладинці альбому зображений басист Пол Сімонон, який розбиває на сцені свій Fender Precision Bass під час концерту в нью-йоркському залі Palladium 21 вересня 1979 року в рамках американського турне Take The Fifth Tour. Фото зробила Пенні Сміт, що знімала гурт на концертах і за лаштунками спеціально для London Calling. Сміт не хотіла використати цей кадр, вважаючи, що промахнулася з фокусом, але Страммер та графічний дизайнер Рей Лоурі переконали її, що потрібен саме цей знімок та затвердили його остаточно. 2002 року журнал Q назвав фотороботу Пенні Сміт «найкращим рок-н-рольних знімком всіх часів», підкресливши, що автору вдалося схопити «кінцевий момент рок-н-ролу — повну втрату самоконтролю». Сам конверт London Calling видання помістило на дев'яте місце в списку «100 найкращих обкладинок альбомів всіх часів».
Обкладинка була оформлена Реєм Лоурі і є пастішем на перший альбом Елвіса Преслі Elvis Presley; використані ті ж шрифти назви, кольору та загальна ідея.
Відомий художник Емін Трейсі, запрошений Джо Страммером супроводжувати групу в турне 1979 року, сказав, що ніхто навіть не помітив, що фотографія була не в фокусі, оскільки під час гастролей половина оточення групи і самі музиканти постійно перебували в нетверезому стані.
16 грудня 2009 року, через два дні після того, як London Calling «відзначив» своє тридцятиріччя, оригінал обкладинки та комплект невиданих начерків до оформлення конверта пластинки був виставлений на аукціоні Bonhams' Knightsbridge в Західному Лондоні. Організаторам торгів вдалося виручити більш сімдесяти тисяч фунтів стерлінгів. 2010 року британської королівська пошта випутила серію марок із зображенням обкладинок класичних альбомів, до числа яких увійшов і London Calling.

## Реліз
1979 року альбом вийшов на грамплатівках в Великої Британії, а в США на платівках та касетах Stereo 8 в 1980-м. В Японії альбом вийшов в обкладинці формату gatefold (довгий буклет, що складається гармошкою). Попри те, що London Calling вийшов як подвійний альбом, він, в традиціях панка, продавався за ціною однієї платівки, за наполяганням самих музикантів. Лейбл CBS спочатку відкинув пропозицію групи про видання подвійного альбому. Натомість в CBS дали дозвіл на включення у видання безкоштовної дванадцяти-дюймової пластинки. Але в підсумку ця запис стала повноцінним другим LP з дев'ятьма додатковими треками.
Перший час випуск London Calling супроводжувався переконливими продажами. Було реалізовано більше двох мільйонів платівок. Альбом досяг дев'ятий рядок у головному британському чарті і пізніше був сертифікований, як золотий. Він так само став комерційно успішним і за межами Великої Британії, діставшись до другого місця в чартах Швеції і до четвертого — в Норвегії. В Америці найкращим досягненням альбому London Calling стало 27 місце в чарті Billboard Pop Albums, в лютому 1996 року альбом був сертифікований як платиновий.
Сингли з London Calling стали одними з найуспішніших в кар'єрі групи. Заголовний сингл, що містить на другій стороні композицію «Armagideon Time», вийшов перед релізом платівки, 7 грудня 1979 року. Він досяг 11-го місця в UK Singles Chart. На пісню «London Calling» режисером Доном Леттс було знято перший постановочне музичне відео The Clash, в якому музиканти з інструментами в руках за чергою проходять по висячому мосту, і потім група вночі, під проливним дощем виконує композицію на борту катера в одному з затонів Темзи.
У США композиція «Train in Vain» була об'єднана з «London Calling» у подвійній сингл, що вийшов у лютому 1980-го року. Він досяг 23 місця в Billboard Hot 100, а також 30-го місця в Disco Top 100.
Все це виглядало лякаюче. Ви бачили, що зробив ураган на Карибах? Точно так само виглядали зали після виступів The Clash.
Слідом за виходом альбому, на початку січня 1980 року, музиканти вирушили у велике турне Великою Британією Sixteen Tons Tour. Концерти групи відкривав відомий ямайський ска-виконавець та ді-джей Майки Дреді. Спочатку він з недовірою поставився до пропозиції виступати з білою бунтарською панк-групою, але після нетривалих умовлянь погодився. Серед британських шанувальників The Clash пройшла хвиля обурення; ді-джейські сети Майки Дреда викликали відверте роздратування у панків, а музичні експерименти самої групи були їм абсолютно чужі. Однак, всі концерти The Clash пройшли з аншлагом.

### Перевидання
Пізніше альбом London Calling кілька разів перевидавався: у Великої Британії 1986 року альбом був виданий на компакт-касетах, 2000 року в США він вийшов Компакт-диск-форматі, 2004 року відбулося перевидання платівки лейблом Legacy Edition, приурочене до її 25-річчя. Видання Legacy упаковано в діджіпак та включає бонусні CD і DVD. На CD, названому «The Vanilla Tapes», знаходиться демозапис альбому, яку Мік Джонс виявив у себе на початку 2004 року, — плівка довгий час вважалася загубленою. На DVD представлений фільм Дона Леттс The Last Testament — The Making of London Calling, а також не публікувалися раніше музичні відео та інші відеоматеріали. 2010 року вийшло лімітоване видання платівки на пікчер-дисках.

## Реакція критики
У рік випуску платівки в США, Том Карсон з журналу Rolling Stone дав альбому високу оцінку. Автор писав, що «звучання цієї платівки побудовано на всіх минулих досягненнях рок-н-ролу, а образно та тематично вона глибоко занурена в легенди, історію, політику та міфологію рока. Кожний шматочок був зібраний в єдину, велику, вируючу історію — таку, яку і можуть розповідати лише Clash, історію, яка створена не лише для них, але і для нас усіх. Попри те, що з першого разу платівка здається незв'язною та аскетичною,… це музика, яка витримає випробування часом. Альбом Clash шикарний та всеохопний, що він залишає тебе не просто очманілим, але ще й неймовірно натхненим та переможно живим». 1979 року відомий американський публіцист, критик та журналіст тижневика The Village Voice Роберт Крістгау описував London Calling як «пристрасний, злий, при цьому глибокий, впевнений, мелодійний і ще хард-роковий на додачу» та назвав його «найкращим подвійним LP з часів Exile on Main Street». За підсумками 1980 року платівка очолила список найкращих альбомів пулу американських критиків Pazz & Jop видання Village Voice.
В пізнішому огляді Стівен Томас Ерлвайн з Allmusic писав: «London Calling — це захопливий, потужний, складний рок, дуже підбадьорливий і має більше позитивних якостей, ніж більшість, нехай навіть та подвійних альбомів» та назвав його «одним з найкращих рок-альбомів, які коли-небудь були записані». 2004 року музичний оглядач Pitchfork Аманда Петрусіч назвала «London Calling» найкращою піснею на альбомі та писала що «The Clash одразу ж захоплюють увагу; кожний наступний трек виростає з попереднього, наносячи удар за ударом та сміючись, приводячи нас до німої покори». Марк Сатерленд з BBC Music назвав роботу підсумком дорослішання колективу та писав, що «оскільки це повністю епічний подвійний альбом, від його легендарної обкладинки аж до дико-еклектичного змішання стилів, будьте впевнені — це квінтесенція того, чим є рок-альбом». Сел Сайолфі з PopMatters назвав платівку «великою, гучною та прекрасною колекцією болю, гніву, неспокійних думок і, звичайно, понад усе надії» та писав, що якщо вона «вийде завтра, то все одно виявиться актуальною та яскравою». Кейт Піпс з The A.V. Club віднесла альбом до числа тих небагатьох пластинок, які можна назвати бездоганними. На її думку, залишаючись вірними своїм духом, The Clash вдарилися в регі та суміжні жанри, при цьому продовжуючи робити музику наслише ж люту, як і їх попередні роботи. До безперечних достоїнств диска Піпс віднесла з'явилася мелодійність.

### Визнання
Подвійний альбом London Calling, що вийшов в 1979 році, користувався неймовірним успіхом. Всюди з'являлися нові стилі, і The Clash з успіхом продемонстрували, що вміють залишатися в курсі справ, розвиватися і при цьому не втрачати свого революційного духу.
Більшість критиків визнають, що альбом є одним з найвдаліших в історії рок-музики. Так, американський журнал The New York Times назвав London Calling одним із найкращих музичних альбомів усіх часів. В свою чергу, в статті журнал Entertainment Weekly альбом отримав звання «Найкращого альбому всіх часів». Журнал Rolling Stone дав максимальну оцінку альбому — п'ять зірок з п'яти, а журналіст видання Пет Блешілл зазначив, що платівка являє собою «абсолютну романтику рок-н-рольного епічного періоду». У листопаді 1989 року видання присудило London Calling звання «Найкращого альбому 1980-х років» в списку «100 найкращих альбомів 1980-х», а 2003 року поставило його на восьму сходинку списку «500 найвидатніших альбомів усіх часів», складеного на основі рецензій 273 провідних музикантів та критиків. Заголовна пісня з альбому в наступному році посіла п'ятнадцяте місце в списку «500 найкращих пісень усіх часів». Журнал Mojo поставив платівку на 22-е місце в списку «50 найвидатніших небудь записаних альбомів». Електронний журнал Pitchfork Media поставив London Calling на друге місце списку «100 найкращих альбомів 70-х», де він поступився лише платівці Low Девіда Боуї.
1979 року щорічному грудневому списку найкращих альбомів за версією журналу New Musical Express перше місце посіла пластинка Fear of Music Talking Heads, а London Calling посіла восьму строчку, проте через двадцять сім років у тому ж рейтингу альбом The Clash посів дванадцяте місце, в той час як пластинка Talking Heads навіть не потрапила в список. 1998 року, журнал Q поставив London Calling на перше місце в рейтингу «50 найкращих альбомів 70-х», в 1999 поставив його на четверте місце в рейтингу «100 найбільших альбомів Великої Британії», а в 2002-му році, заніс його до списку «100 найкращих панк-альбомів».
Видання Alternative Press включило London Calling в список «10 найважливіших альбомів 80-х». College Media Journal помістив пластинку на 3-е місце в списку «Топ 20 самих програються альбомів 1980-х».
За даними сайту Acclaimedmusic.net альбом розташований на дев'ятому місці серед списку «Самих визнаних критиками альбомів усіх часів». 2007 року, London Calling був внесений в Зал слави «Греммі», за його культурне та історичне значення. London Calling так само увійшов у спеціальну серію програм «Серія Шедеврів» на BBC Radio 1 2009 року, де був відзначений, як один з альбомів, які мали найбільший вплив на світову культуру.

## London Callingв кіно-, медіа-та фешн-індустріях
- У грудні 2010 року компанія Бі-Бі-Сі повідомила, що фільм про записи London Calling знаходиться на ранніх стадіях виробництва. Мік Джонс і Пол Сімонон виступають виконавчими продюсерами проєкту, сценарій був написаний Джезу Баттервуртом, а Елісон Оуен і Пол Тріджбітс є його основними продюсерами[65][66].
- Пісні з альбому London Calling та детальна інформація про кожного з композицій присутні в музичній комп'ютерній грі Rock Band 3 із серії Rock Band. Гра надійшла в продаж 1 лютого 2011 року[67].
- У січні 2010 року відомий американський бренд Converse представив колекцію взуття, присвячену групі The Clash. Важливою частиною презентації став показ кедів «Converse London Calling», присвячених альбому групи[68].

## Список композицій

### Оригінальна версія (1979)
| n ° | Сторона 1          | Сторона 1 | Сторона 2               | Сторона 2 | Сторона 3      | Сторона 3 | Сторона 4       | Сторона 4 |
| --- | ------------------ | --------- | ----------------------- | --------- | -------------- | --------- | --------------- | --------- |
| 1   | London Calling     | 3:20      | Spanish Bombs           | 3:18      | Wrong 'Em Boyo | 3:10      | Lover's Rock    | 4:03      |
| 2   | Brand New Cadillac | 2:08      | The Right Profile       | 3:54      | Death or Glory | 3:55      | Four Horsemen   | 2:55      |
| 3   | Jimmy Jazz         | 3:54      | Lost in the Supermarket | 3:47      | Koka Kola      | 1:47      | I'm Not Down    | 3:06      |
| 4   | Hateful            | 2:44      | Clampdown               | 3:49      | The Card Cheat | 3:49      | Revolution Rock | 5:33      |
| 5   | Rudie Can't Fail   | 3:29      | The Guns of Brixton     | 3:09      | -              | -         | Train in Vain   | 3:09      |

У початковій версії альбому пісня «Train in Vain» не була вказана ні на розвороті обкладинки, ні на етикетці, але наклейка з вказівкою треку була проставлена на зовнішній целофановій оболонці.

### Ювілейна версія (2004)
На честь 25-літньої річниці альбому 2004 року вийшло спеціальне видання, яке містить ранню версію альбому на основі матеріалу Vanilla Tapes (демонстраційні записи, раніше не доступні для слухачів) та бонусний DVD, містить музичні відеокліпи на пісні з альбому та відеоматеріали записів The Clash в студії Wessex Studios.
| 1        | Hateful                        | 2:43 | Death or Glory              | 3:54 | Up-Toon                     | 1:56 | Working and Waiting | 4:09 |  |  |  |
| 2        | Rudie Can't Fail               | 3:27 | Lover's Rock                | 4:02 | Walking the Slidewalk       | 2:34 | Heart and Mind      | 4:27 |  |  |  |
| 3        | Paul's Tune                    | 2:32 | Lonesome Me                 | 2:08 | Where You Gonna Go (Soweto) | 4:03 | Brand New Cadillac  | 2:07 |  |  |  |
| 4        | I'm Not Down                   | 3:05 | The Police Walked in 4 Jazz | 2:18 | The Man in Me               | 3:56 | London Calling      | 3:18 |  |  |  |
| 5        | Four Horsemen                  | 2:55 | Lost in the Supermarket     | 3:46 | Remote Control              | 2:39 | Revolution Rock     | 5:32 |  |  |  |
| 6        | Koka Kola                      | 1:57 |                             |      |                             |      |                     |      |  |  |  |
| Примітки |                                |      |                             |      |                             |      |                     |      |  |  |  |
|          | пісні з альбому London Calling |      |                             |      |                             |      |                     |      |  |  |  |
|          | пісня з альбому The Clash      |      |                             |      |                             |      |                     |      |  |  |  |

| Трек-лист DVD | Трек-лист DVD                                                 | Трек-лист DVD |
| #             | Назва                                                         | Тривалість    |
| ------------- | ------------------------------------------------------------- | ------------- |
| 1.            | «The Last Testament: The Making of London Calling»            |               |
| 2.            | «London Calling» (Кліп)                                       |               |
| 3.            | «Train in Vain» (Кліп)                                        |               |
| 4.            | «Clampdown» (Кліп)                                            |               |
| 5.            | «Home video footage of The Clash recording in Wessex Studios» |               |

## Учасники запису
| Музиканти       | Музиканти                                    | Виробництво | Виробництво         |
| --------------- | -------------------------------------------- | ----------- | ------------------- |
| Ім'я            | Інструменти                                  | Ім'я        | Діяльність          |
| Джо Страммер    | Вокал, ритм-гітара, піаніно                  | Гай Стівенс | Продюсер            |
| Мік Джонс       | Соло-гітара, вокал, піаніно, губна гармоніка | Білл Прайс  | Головний інженеринг |
| Пол Сімонон     | Бас-гітара, вокал                            | Джеррі Грін | Інженеринг          |
| Топпер Хідон    | Ударні, перкусія                             | Пенні Сміт  | Фотографії          |
| Мік Галлахер    | Орган                                        | Рей Лоурі   | Дизайн              |
| The Irish Horns | Мідні духові музичні інструменти             |             |                     |
| Бейкер Глейр    | Флейта                                       |             |                     |

## Позиції в чартах
| В 1979 році       | В 1979 році | В 1980 році            | В 1980 році | У 2004 році            | У 2004 році |
| ----------------- | ----------- | ---------------------- | ----------- | ---------------------- | ----------- |
| Чарт              | Позиція     | Чарт                   | Позиція     | Чарт                   | Позиція     |
| Sverigetopplistan | 2           | Austrian Albums Chart  | 17          | Norwegian Albums Chart | 17          |
| UK Albums Chart   | 9           | Norwegian Albums Chart | 4           | Swedish Albums Chart   | 45          |
|                   |             | Billboard Pop Albums   | 27          | Swiss Music Charts     | 72          |
|                   |             |                        |             | UK Albums Chart        | 26          |